# Semimenophra owadai
Semimenophra owadai là một loài bướm đêm trong họ Geometridae.